# Pietro Zanolini
Pietro Zanolini (Merlara, 29 giugno 1866 – Lodi, 6 dicembre 1923) è stato un vescovo cattolico italiano.

## Biografia
Eletto vescovo di Fabriano e Matelica nel 1910, nei tre anni di episcopato promosse la devozione alla reliquia della Scala Santa, di cui un frammento fu sistemato nella chiesa di sant'Onofrio di Fabriano.
Fu trasferito alla sede episcopale di Lodi nel 1913. Qui si occupò dei giovani, che attraverso l'Azione cattolica si contrapponevano alle organizzazioni giovanili fasciste durante gli anni dello squadrismo. Il vescovo dichiarò in quei frangenti: «Se occorre una vittima, sarà il Vescovo circondato dai suoi giovani».

## Genealogia episcopale e successione apostolica
La genealogia episcopale è:
- Cardinale Scipione Rebiba
- Cardinale Giulio Antonio Santori
- Cardinale Girolamo Bernerio, O.P.
- Arcivescovo Galeazzo Sanvitale
- Cardinale Ludovico Ludovisi
- Cardinale Luigi Caetani
- Cardinale Ulderico Carpegna
- Cardinale Paluzzo Paluzzi Altieri degli Albertoni
- Papa Benedetto XIII
- Papa Benedetto XIV
- Papa Clemente XIII
- Cardinale Marcantonio Colonna
- Cardinale Giacinto Sigismondo Gerdil, B.
- Cardinale Giulio Maria della Somaglia
- Cardinale Carlo Odescalchi, S.I.
- Cardinale Fabio Maria Asquini
- Cardinale Giuseppe Luigi Trevisanato
- Cardinale Domenico Agostini
- Cardinale Giuseppe Callegari
- Arcivescovo Pietro Zamburlini
- Arcivescovo Luigi Pellizzo
- Vescovo Pietro Zanolini

La successione apostolica è:
- Vescovo Domenico Maria Mezzadri (1920)